# Bénigne Serre
Pour les articles homonymes, voir Serre (homonymie).
Bénigne Serre, né à Dijon vers 1485 et mort entre le 24 septembre et le 31 décembre 1551, , est un noble et officier de finance dijonnais. 
En septembre 1513, après le siège de Dijon par les Suisses, il est emmené comme otage en Suisse comme garantie de paiement. Revenu en France, il fait carrière dans l'administration royale et devient président de la Chambre des comptes de Bourgogne, office qu'il occupe de 1536 à 1549.
Il commande un polyptyque destiné à l'église d'Esbarres et un livre d'heures enluminé.

## Biographie

### Famille
Bénigne Serre est né à Dijon vers 1485. Écuyer, il est le fils d'André Serre, marchand,,,, et grenetier, échevin de Dijon et anobli par le roi, mort en juin 1505,, et de Jacqueline Macheco,,,, fille d'Arnoul, maître à la Chambre des comptes de Bourgogne. Vers 1505, Bénigne Serre est encore étudiant à Paris.

### Otage

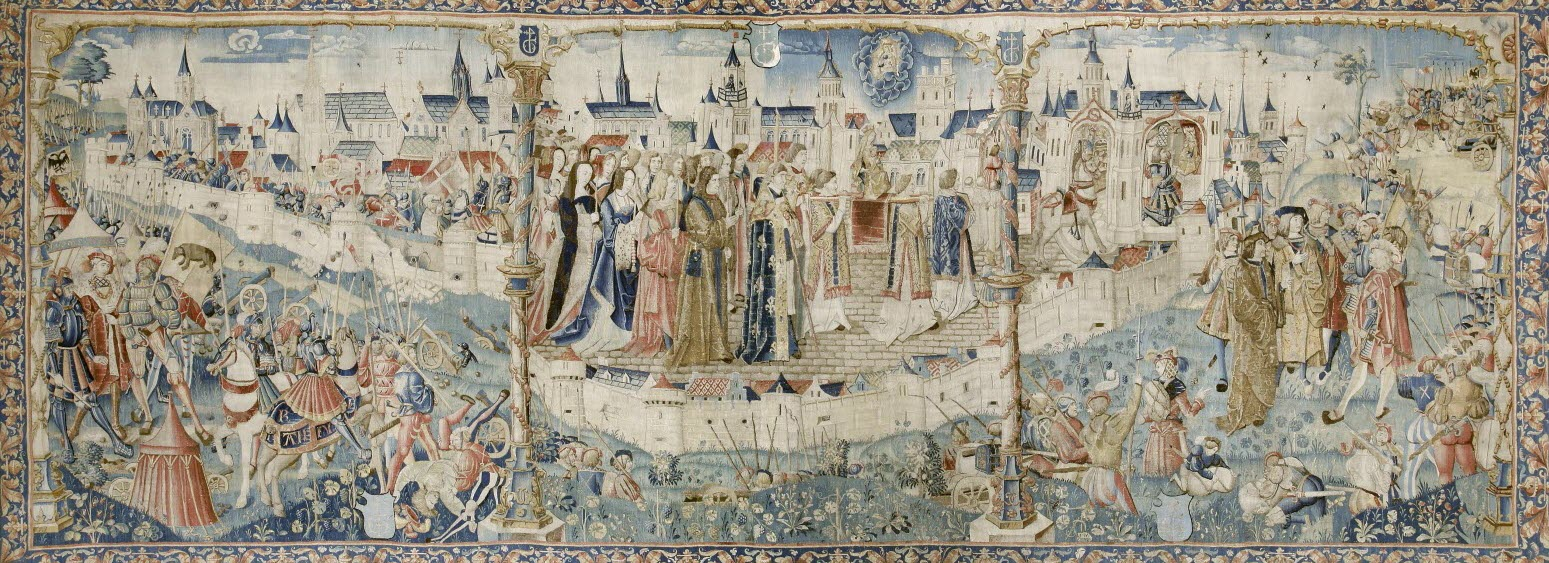
Le Siège de Dijon par les Suisses en 1513, tapisserie conservée au Musée des Beaux-arts de Dijon.

Du 9 au 13 septembre 1513, la ville de Dijon est assiégée par les Suisses. C'est un épisode des guerres d'Italie menées par le roi de France Louis XII. Les combats s'arrêtent le 13 septembre, en application d'un accord passé entre les assiégeants et le gouverneur de la Bourgogne Louis II de La Trémoille. 
Ce traité de Dijon comprend une renonciation du roi de France à ses prétentions en Italie et surtout le versement d'une indemnité de guerre de 400 000 écus, somme colossale, aux Suisses et de 10 000 écus aux Impériaux, à verser fin septembre et à la Saint-Martin, le 11 novembre. Les Suisses obtiennent un versement immédiat de 8 300 écus et, en garantie, cinq otages : le neveu de Louis II de La Trémoille, René d'Anjou-Mézières, Jean de Rochefort et trois Dijonnais de premier rang, Bénigne Serre, Jean Noël et Philibert Godran,. Les trois Dijonnais sont sans doute désignés comme otages lors de l'assemblée générale du 13 septembre 1513, mais les sources disponibles ne donnent pas explicitement les raisons du choix de ces trois hommes. Bénigne Serre est nettement plus jeune que Philibert Godran, qui lui est apparenté. Ces trois hommes ne sont pas au premier rang de l'échevinage, comme le maire Bénigne de Cirey ou les échevins Thomas Berbisey et Pierre Contault, mais leur position sociale et leurs alliances familiales garantissent aux Suisses que la rançon sera payée.
Le roi de France Louis XII refuse ces conditions et les Suisses n'obtiendront en réalité que 13 000 écus, en échange de la libération des otages en 1514. En octobre 1514, les prisonniers annoncent par lettre que les Suisses ont fixé leur rançon à 4 900 écus. Par divers démarches auprès de l'échevinage, de Louis II de La Trémoille et du roi, leurs familles s'emploient alors à obtenir leur libération. Bénigne Serre ne revient en Bourgogne qu'en février 1515.

### Officier de finance
En avril 1515, Bénigne Serre reçoit un don de 100 livres tournois pour le dédommager de captivité en Suisse et, en juin, il est élu échevin de Dijon.
Sa participation à l'expédition milanaise du roi de France François Ier et le mariage de sa sœur Jeanne avec Nicolas Girault, maître des comptes en Milanais, lui ouvre de nouveaux horizons et lui permettent une carrière dans l'administration royale,. En 1515, il est nommé secrétaire de la chancellerie de Bourgogne,,, office qui lui est peut-être donné en compensation de sa captivité, et contrôleur des dons et octrois à Dijon,, ainsi que grenetier du sel. 
À partir de l'âge de 40 ans environ, il accède à de hautes charges. Il est receveur général des finances en Bourgogne de 1517,,, à 1528, date à laquelle il vend cet office, qui vaut environ 12 000 livre tournois. Il est greffier en chef du Parlement de Dijon de 1523 à 1527,,,. Il reçoit aussi du roi l'office de greffier du bailliage et de la prévôté du Mans.
Il est ensuite comme receveur général de Languedoc en 1527, avant de revenir à Dijon en 1536 comme président de la Chambre des comptes de Bourgogne,,,. Il succède dans cette charge à Thierry Fouet dit Dornes,. Pendant sa présidence de la Chambre des comptes de Bourgogne, il est mis en cause judiciairement, un temps suspendu, emprisonné à Montrichard et à Blois en 1538, puis rétabli dans ses fonctions. En 1543, il est chargé de ravitailler les places fortes de la Bourgogne. Il résigne son office de président de la Chambre des comptes de Bourgogne en 1549, en faveur de son gendre Philibert Jacquot,.
Il fait partie de la clientèle des gouverneurs de Bourgogne, d'abord Philippe Chabot puis la famille de Guise. Claude de Guise fait pression, sans succès, pour faire élire Bénigne Serre maire de Dijon. Il est aussi trésorier et receveur général du roi de Navarre Henri d'Albret.

### Seigneur
L'héritage de son père lui permet d'acheter en 1511 les petits fiefs de Bretigny, Clénay, Ogny dans le Val-Saint-Julien. Ces achats semblent indiquer que la fortune de son père était déjà conséquente. Grâce à ses gains de receveur des finances, il acquiert ensuite, en 1520, la seigneurie plus étendue d'Esbarres d'Orsan. En 1522, sa sœur Jeanne, veuve de Nicolas Girault, lui cède la seigneurie de Daix. Entre 1523 et 1527, il hérite également des biens de son oncle, Odart Macheco, doyen de la Sainte-Chapelle de Dijon. Il est donc seigneur d'Esbarres d'Orsan, Daix, Bretigny, Clénay, Ogny et Aubigny,. En 1541, il se fait construire à Dijon un hôtel particulier, l'hôtel Bénigne Serre. Il n'en reste que la façade, dont le rez-de-chaussée est composé de trois arcades. 
En se constituant un patrimoine dans sa région d'origine, Bénigne Serre se conforme au modèle des autres officiers de finance français de la première moitié du XVIe siècle. Dès 1529, il commence à utiliser une particule et à se faire appeler Bénigne de Serre, désignation reprise dans un document en 1536.

### Mécène

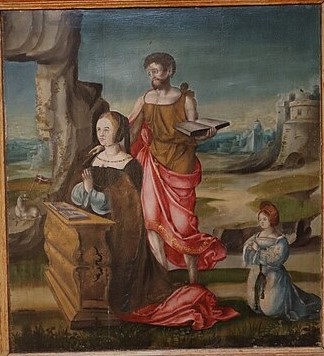
Claire de Gilley ou Catherine de Recourt présentée par saint Jean Baptiste, polyptyque d'Esbarres.

Bénigne Serre commande au Maître de Commarin un polyptyque pour décorer l'église d'Esbarres, village dont il est le seigneur,. Il a dû faire cette commande peu après son acquisition de la seigneurie d'Esbarres. Ce polyptyque, réalisé vers 1520-1525, est conservé au musée d'Art sacré de Dijon,. Bénigne Serre s'y fait représenter sur un tableau portant ses armoiries,. Il est présenté par son saint patron, saint Bénigne, particulièrement vénéré à Dijon. Un autre tableau montre une de ses deux épouses, soit Claire de Gilley, soit Catherine de Recourt. 
Le style et la technique de l'artiste semblent provenir de l'enluminure. Par ses influences à la fois germaniques et flamandes, cette œuvre est à rapprocher de panneaux conservés au château de Commarin, qui étaient les deux faces d'un triptyque, de panneaux double-face de l'église de Flavigny-sur-Ozerain et de quelques autres œuvres. Cet artiste, appelé par les historiens le Maître de Commarin, est particulièrement actif à Dijon dans les années 1520. Selon Frédéric Elsig, il faut l'identifier au maître peintre dijonnais Jean Ier Dorrain,.
En 1524, Bénigne Serre fait réaliser par un peintre enlumineur un livre d'heures qui porte ses armoiries ainsi que celles de son épouse Claire de Gilley, D'or à un arbre de sinople. Ce livre de 358 pages (179 feuillets) a été relié plus tard, vers 1560. Les douze premiers folios forment un calendrier, dont tous les feuillets sont décorés avec des cadres ou dans les marges et les vingt-quatre suivants comportent de grands miniatures. Les pages laissées blanches au début et à la fin du volume servent ensuite, aux XVIIe et XVIIIe siècles, de livre de raison à une autre famille bourguignonne, les Bretagne

Miniatures du Livre d'heures de Bénigne Serre
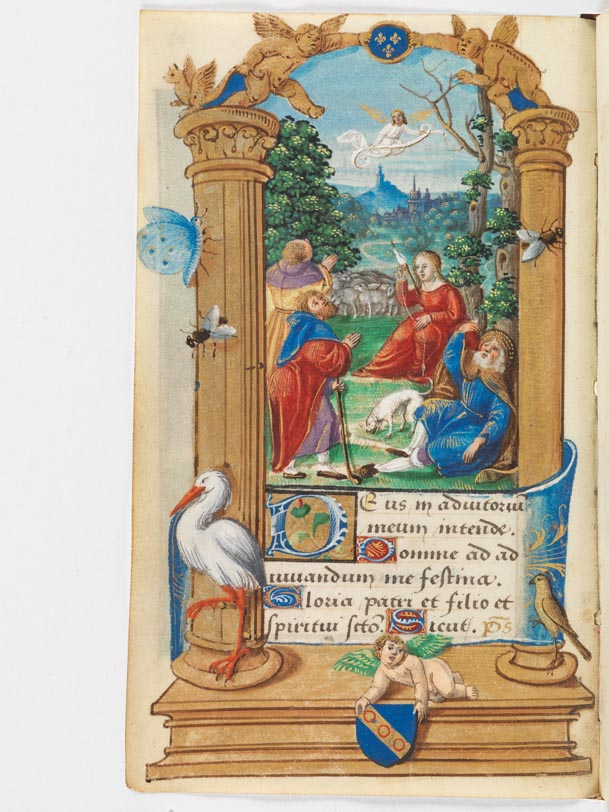
Annonce aux bergers.
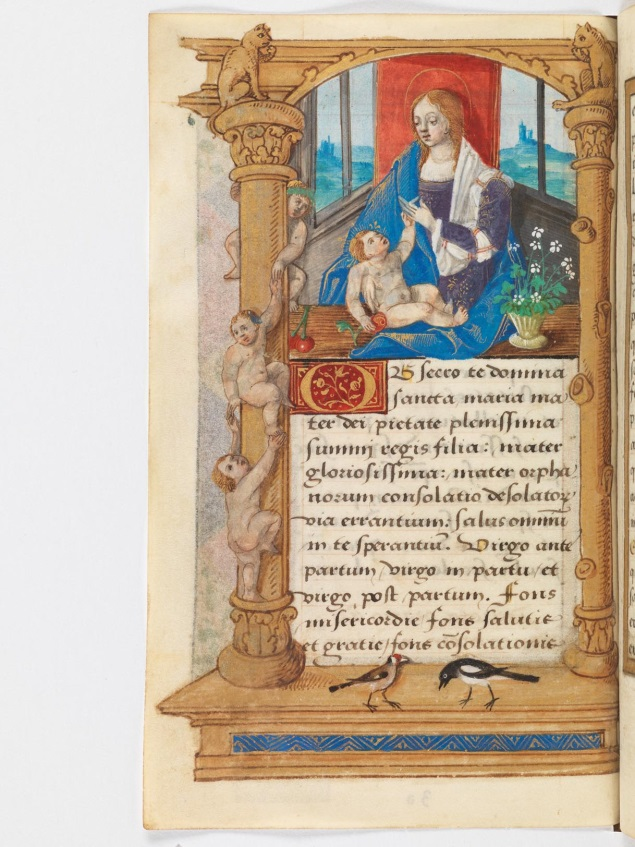
Vierge à l'Enfant.
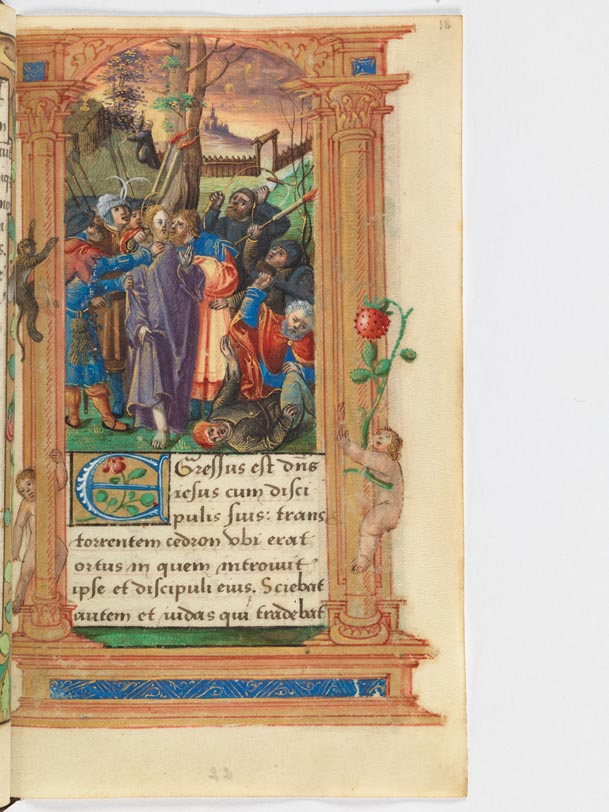
Arrestation de Jésus.

Bénigne Serre meurt à la fin de l'année 1551, entre le 24 septembre et le 31 décembre.

### Mariages et descendance
Bénigne Serre épouse en 1510 Claire de Gilley,, morte en 1529,. Elle est la fille de Guillaume de Gilley, seigneur d'Aiglepierre et bourgeois de Salins. Ils ont un fils et deux filles :
- Bénigne, seigneur d'Esbarres et docteur en droit [39] ;
- Anne[39], ou fille de Catherine de Recourt[16],[4] ; elle est l'épouse de Louis de Gourras[16],[39],[4] ;
- Madeleine[39], ou fille de Catherine de Recourt[16],[4] ; elle est l'épouse de Philibert Jacquot, qui succède à son beau-père comme président de la Chambre des comptes de Bourgogne,[39][16],[4].

Il se remarie ensuite avec Catherine de Recourt,,, veuve de Bénigne Bouesseau,, maître des comptes. Le père de Catherine, Didier de Recourt, s'était remarié avec la sœur de Bénigne Serre, veuve d'Aubert de Carmonne. Ils ont pour enfants :
- Michel[16] ;
- Louis, seigneur de Daix[39].

## Héraldique
D'azur, à la bande d'or, chargée de trois annelets de gueules